# Montemayor (La Coruña)
Montemayor (llamada oficialmente Santa María Madalena de Montemaior) es una parroquia del municipio de Laracha, en la provincia de La Coruña, Galicia, España.

## Entidades de población
Entidades de población que forman parte de la parroquia:
- Bayuca (A Baiuca)
- Carballarredonda (A Carballa Redonda)
- Casanova (A Casanova)
- Castiñeira (A Castiñeira)
- Cerdeira (A Cerdeira)
- Adrán
- Ferreira (A Ferreira)
- Fieira (A Fieira)
- Lagarteira (A Lagarteira)
- Pena (A Pena).
- Riveiriña (A Ribeiriña).
- Cernadas ('As Cernadas)
- Leborías (As Leborías)
- Nocellas (As Nocellas)
- Trigueira (A Trigueira)
- Balbís (Balvís)
- Baldomir
- Casaslongas (Casas Longas)
- Comiáns (Cumiáns)
- Goeje (Goexe)
- Iglesario (O Igrexario)
- Nebreje (Nebrexe)
- Canedo (O Canedo)
- Lorteiro (O Lorteiro)
- Penedo (O Penedo).
- Pumar (O Pumar).
- Ramiscal (O Ramiscal).
- Raño (O Raño).
- Sopé (O Sopé).
- Viso (O Viso).
- Gestal (O Xestal).
- Sabaceda
- Sanfins (San Fins).
- Santa Margarita (Santa Margarida).
- Vilariño
- Zanfoga
- Bardenlos.
- Batalo (O Batalo).
- Brumianes (Brumiáns).
- Casabella (A Casavella).
- Cerqueiras (As Cerqueiras).
- Chamusqueira (A Chamusqueira).
- Gallardo (O Gallardo).
- Outeiro (O Outeiro).
- Loureiro (O Loureiro).
- Seixiñas (As Seixiñas).
- A Gatuñeira.
- A Mondragona.
- A Panela.

## Demografía
| Gráfica de evolución demográfica de Montemayor entre 2000 y 2018 |
|                                                                  |
| Población de derecho según el padrón municipal del INE           |